# کالج بومی شهرستان جانسون
دانشکده بومی شهرستان جانسون (جی سی سی سی) یک دانشکده عمومی در اورلند پارک، کانزاس، ایالات متحده می‌باشد. که در شهرستان جانسون قرار گرفته‌است.

## تاریخ

مرکز دانشجویی کالج اجتماعی شهرستان جانسون

در سال ۱۹۶۳، کمیسران شهرستان جانسون، با به رسمیت شناختن تلاطم کالج‌های اجتماعی در حال وقوع و به دنبال سازگاری با جمعیت به سرعت در حال رشد شهرستان جانسون، کانزاس، کمیته ای را برای تجسوس توانایی ایجاد همچنین مؤسسه ای در شهرستان جانسون ایجاد نمودند.
این دانشکده به شکل رسمی بعد از یک انتخابات موفق در سراسر شهرستان که درتاریخ مارس ۱۹۶۷ برگزار شد، بنیانگذاری شد. پردیس موجود در تاریخ ۱۹۶۹ بعد از تأیید رای‌دهندگان شهرستان جانسون ۱۲٫۹ میلیون دلار برگه‌های قرضی برای خرید ۲۰۰ هکتار زمین در پارک اورلند امکان‌پذیر شد. ساخت و ساز در تاریخ ۱۹۷۰ شروع شد و کلاس‌ها و عملیات در پاییز ۱۹۷۲ به پردیس جدید انتقال یافتند.
در بین جدیدترین ساختمان‌های دانشکده، مرکز رگنیر و موزه هنرهای معاصرنورمن، در سال ۲۰۰۷ بازگشایی شد. پاویون گالیله، یک ساختمان دوستدار محیط زیست، در سال ۲۰۱۲ افتتاح شد. جی سی سی سی در سال ۲۰۱۲ برای آکادمی مهمان نوازی و آشپزی، که در پاییز ۲۰۱۳ بازگشایی شد، آغازبه کار شدند.

## دانشگاهیان
جی سی سی سی طیف مجموعی از دوره‌های اعتباری دوره کارشناسی را عرضه می کنندکه دو سال نخست بیشتر برنامه‌های درسی دانشگاه را ایجاد می‌کند. حجم کلاس به‌طور میانگین بین ۲۵ تا ۳۰ دانش آموز می‌باشد. این دانشگاه بیش از ۱۰۰ قرارداد منتقلی با دانشکده‌ها و دانشگاه‌های منطقه ای دارد که پذیرش بدون کم شمردن وقت یا اعتبار را ضمانت می‌کنند. بیش از ۴۱ درصد از دانشجویان جی سی سی سی که در پاییز ۲۰۱۴ ثبت نام کردند، قصد داشتند به دانشکده یا دانشگاه دیگری بروند. بیش از ۵۰ برنامه مدرک شغلی و گواهینامه یک و دو ساله دانشجویان را برای ورود به بازار کار در زمینه‌های پر اشتغال آماده می‌کند. جی سی سی سی دارای ۹ برنامه پذیرش انتخابی است.
این دانشگاه با دارا بودن ۹۲۶ استاد و کارمند تمام وقت است. ۱۴۵۱ نفر دیگر به نام اعضای هیئت علمی یا کارکنان نیمه وقت کار می‌کنند. بیشتر اعضای هیئت علمی حاوی مدرک فوق لیسانس می‌باشند و بسیاری از آنان حاوی مدرک دکترا می‌باشند یا در حال گرفتن مدرک دکترا هستند. استادان و کارکنان جوایز بسیاری را برای برتری کسب نموده‌اند.
جی سی سی سی یک خط مشی پذیرش آزاد دارد. دانشجویانی که خواهان به حضور در دانشگاه (کالج) هستند باید درخواست خودشان را ارسال نمایند، ریز نمرات رسمی را ارسال نمایند و فرایند ارزیابی را تکمیل کنند. دانش آموزان می‌توانند از طریق اینترنت در کلاس‌ها ثبت نام کنند.
این مدرسه باشگاه‌های دانش آموزی، برنامه‌های تحصیلی در خارج از کشور، فرهنگستان پلیس، مدرسه کشاورزی، برنامه هنرهای تئاتر و موارد دیگر را عرضه می‌کنند. کتابخانه بیلینگتون مورد توجه‌ترین کتابخانه در مدرسه می باشدکه بخشی از کتاب‌ها و فناوری برای استفاده همه دانش آموزان و اعضای جامعه دارد.

## مدیریت

مرکز هنرهای نمایشی

جی سی سی سی توسط یک هیئت امنای هفت‌گانه اداره می‌شود که به‌طور گسترده از جامعه برای دوره‌های چهار ساله منتخب می‌شوند. هیئت مدیره کالج را اداره می‌کند و بودجه و مالیات بومی را تعیین می‌کند. هر سال، در سال‌های منفرد، سه با اعتبار با انتخاب دیگر روبرو می‌شوند.

## فارغ التحصیلان قابل توجه
- شاریس دیویدز، مجلس نمایندگان ایالات متحده از ناحیه سوم کنگره کانزاس
- تونی هریس، بازیکن سابق NBA (بسکتبال)، بوستون سلتیکس[۱۰]
- کیت پلو، بازیکن سابق MLB (بیس بال)، کلرادو راکی
- الکسیس ریلزبک، خانم کانزاس ایالات متحده آمریکا ۲۰۱۵
- کوین راثبون، سرآشپز[۱۱]
- اد وایلدبرگر، نماینده ایالت میسوری